# UniProt
UniProt je Univerzalni Proteinski resurs, centralno skladište proteinskih podataka kreairano kombinacijom Swiss-Prot, TrEMBL i PIR-PSD baza podataka. UniProt je baziran na proteinskim sekvencama, mnoge od kojih su izvedene iz projekata za sekvenciranje genoma. On sadrži veliku količinu informacija o biološkoj funkciji proteina koja je izvedena iz naučne literature.

## UniProt konzorcijum
UniProt konzorcijum se sastoji od Evropskog bioinformatičkog instituta (EBI), Švajcarskog instituta za bioinformatiku (SIB), i Proteinskog informacionog resursa (PIR). EBI, koji je lociran u Wellcome Trust genomskom kampusu u Hinkstonu, UK, održava veliki broj bioinformatičkih baza podataka i servisa. SIB, lociran u Ženevi, Švajcarska, održava ExPASy (Ekspertna proteinska analiza - sistem) servere koji su centralni resurs za proteomska oruđa i baze podataka. PIR, održava Nacionalna fondacija za biomedicinska istraživanja (NBRF) i Džordžtaun univerzitetskom medicinskom centru u Vašingtonu, DC, SAD, kao njenu najstariju bazu podataka proteinskih sekvenci, koja datira iz 1965. 2002. godine su se EBI, SIB, i PIR udružile kao UniProt konzorcijum.

## UniProt finansije
UniProt je finansiran od strane Nacionalnog instituta za istraživanje ljudskog genoma, NIH, Europske komisije, švajcarske vlade, NCI-caBIG, i američkog departmana za odbranu.

## Literatura
- Dayhoff, Margaret O. (1965). Atlas of protein sequence and structure. Silver Spring, Md: National Biomedical Research Foundation.

## Spoljašnje veze
- UniProt
- EBI
- SIB
- PIR